# Tarpeia (crater)
Tarpeia este un crater de impact pe asteroidul 4 Vesta. Este numit după Fecioara Vestală romană Tarpeia, care, potrivit legendei, a trădat orașul Roma sabinilor. Numele Tarpeia a fost aprobat oficial de Uniunea Astronomică Internațională (IAU) la 27 decembrie 2011. 
Tarpeia este un crater curat, de formă neregulată, situat într-o regiune de teren cu canale din emisfera sudică a Vestei, în bazinul Rheasilvia. Interiorul lui Tarpeia găzduiește numeroase cratere mici, cu o dimensiune mai mică de 1 kilometru. Regiunea care înconjoară imediat Tarpeia este relativ tânără și uniformă; în ciuda acestui fapt, interiorul lui Tarpeia este divers din punct de vedere al compoziției. Marginea de sud-vest a lui Tarpeia este deosebit de strălucitoare și anhidră, probabil din cauza evenimentului de impact care l-a creat, epuizând scoarța de hidroxid. Interiorul lui Tarpeia conține piroxeni bogati în fier și este bogat în diogenit, probabil ridicat din mantaua superioară a lui Vesta de evenimentul de impact care a creat bazinul Rheasilvia.